# Santiago (Tavira)
Santiago (Tavira) – miasto w portugalskim gminie Tavira. Rozciąga się na obszarze 25,70 km². Liczba mieszkańców wynosi 5904 osób.